# The Test of Honor
The Test of Honor er en amerikansk stumfilm fra 1919 af John S. Robertson.

## Medvirkende
- John Barrymore som Martin Wingrave
- Constance Binney som Juliet Hollis
- Marcia Manon som Ruth Curtis
- Robert Schable som George Lumley
- J. W. Johnston